# Crataegus compacta
Crataegus compacta — вид квіткових рослин із родини трояндових (Rosaceae).

## Біоморфологічна характеристика
Це кущ 6 метрів заввишки. Нові гілочки червонувато-зелені, 1-річні коричневі, 2-річні тьмяно-сірі; колючки на гілочках ± численні, від ± прямих до ± злегка вигнутих, 2-річні блискуче чорнуваті, середньої товщини, 1.5–3 см. Листки: ніжки листків 50–75% від довжини пластини, рідко залозисті; листові пластини від кутасто-яйцеподібних до ромбічно-яйцеподібних, 3–5 см, тонкі, основа клиноподібна, часточок по 2 або 3 на стороні, верхівки часток субгострі, краї пилчасті. Суцвіття 4–7-квіткові. Квітки 15–18 мм у діаметрі; чашолистки вузькотрикутні, 4–5 мм; тичинок 20, пиляки від рожевих до червоних. Яблука зазвичай поодинокі, від зеленуватого до рожевуватого або блідо-пурпурного або тьмяно-червонувато-пурпурного забарвлення, 8–11 мм у діаметрі. 2n = 34, 51, 68. Період цвітіння: травень; період плодоношення: вересень і жовтень.

## Ареал
Зростає у північно-східній частині США (Кентуккі, Мічиган, Нью-Йорк, Огайо, Пенсильванія) й південно-східній частині Канади (Онтаріо).
Населяє чагарники, узлісся, пасовища, огорожі; на висотах 100–300 метрів.